# Adhémarslottet

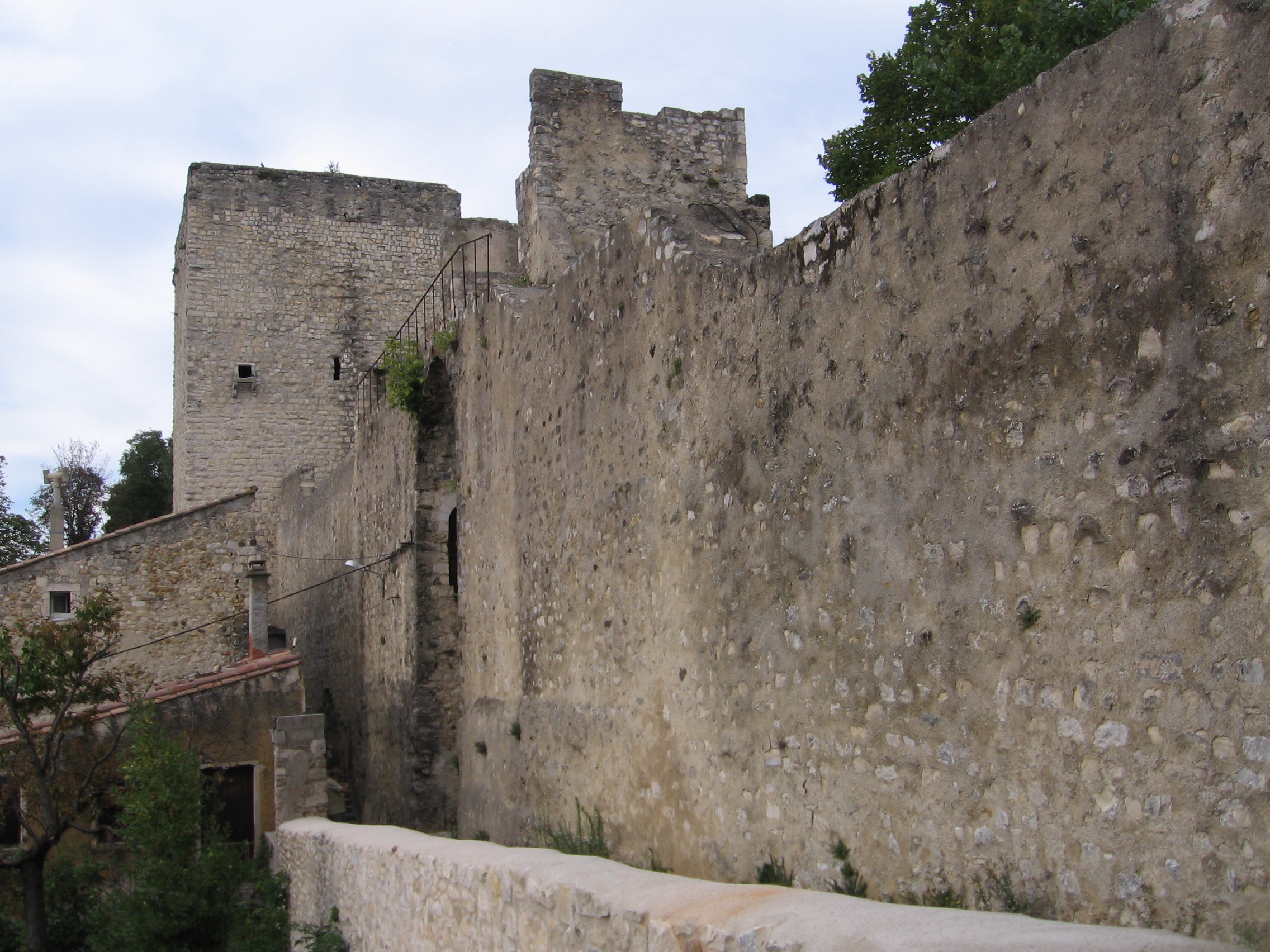
Fästningsgång mellan slottet och Narbonnetornet

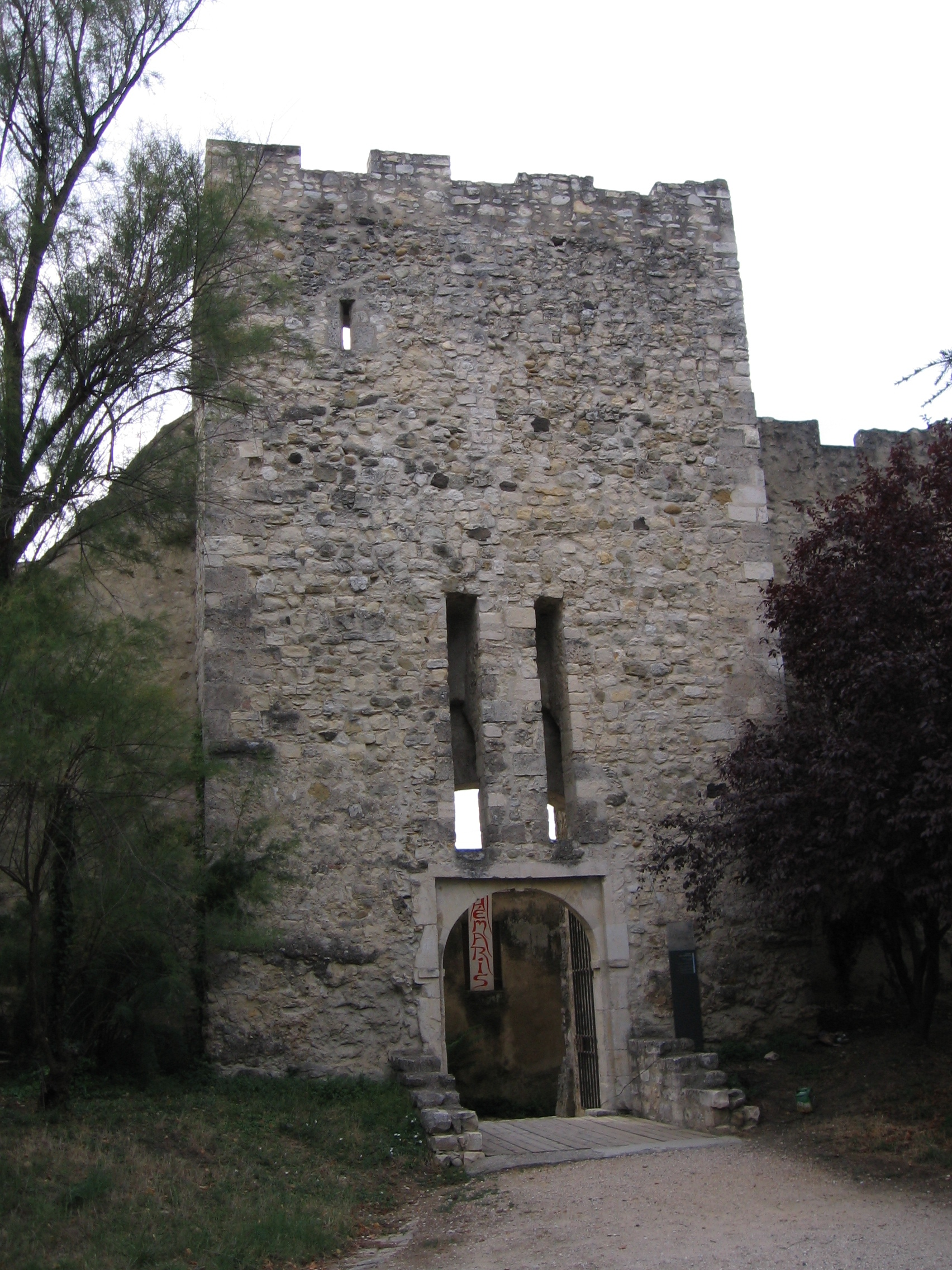
Ingång till slottet

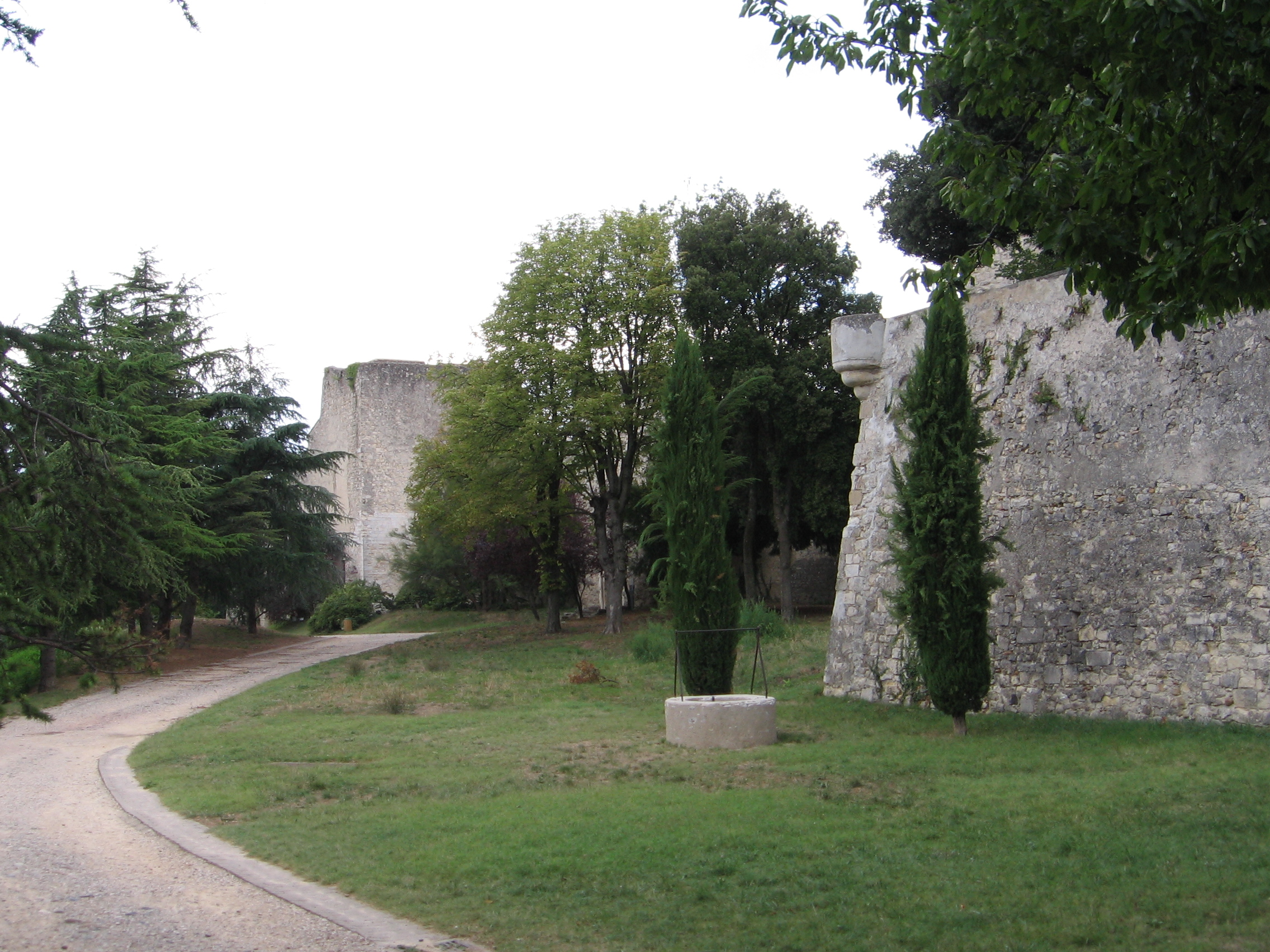
Slottsmurar

Adhémarslottet (franska: Château des Adhémar) ligger på en höjd centralt i den franska staden Montélimar i departementet Drôme.

## Historia
Slottet har sitt ursprung i 1000-talet då det första slottet byggdes av hertigen av Narbonne. Det återstår dock endast små delar från den tiden. 
Under den senare delen av 1100-talet blev slottet släkten Adhémar de Monteils egendom. Släkten var bland annat baroner av Rochemaure och Grignan. Slottet de byggde finns till största delen kvar idag. 
På 1300-talet övertogs det av påven och ingick i de påvliga slotten fram till 1447 när Montélimar återgick till det franska kungadömet. Då många väpnade konflikter utspelade sig på platsen, framför allt under hugenottkrigen, uppstod stora skador på slottet och det omvandlades då till citadell. När det blev fred igen blev slottet ett residens. På 1400-talet användes det även som fängelse.
I mitten av 1500-talet återuppbyggde Louis Adhémar slottet i renässansstil, men under franska revolutionen blev det delvis förstört.
Slottet var fängelse 1791-1926 och har sedan dess hållits intakt.
Slottet är nu ett centrum för samtida konst.

## Arkitektur
Slottet anses vara ett av de sista exemplen på romansk slottsarkitektur med ringmur, torn, slottspromenad, bostäder och kapell som gjorde att det gick att kombinera familjen, socialt, politiskt och religiöst liv. Endast Narbonnetornet ligger utanför slottsmuren, några meter norrut. Av de ursprungliga residensbyggnaderna från 1100-talet återstår endast palatset. Tre stora rum nås via en stor korridor och består bland annat av nio arkadfönster med skulpturerade kolonner som upptar byggnadens ena långsida. 
Slottstornet har tre våningar. Den enkla arkitekturen påminner om slottets medeltida ursprung.
Slottet klassades 1989 som ett historiskt monument av det franska kulturministeriet.

## Utställningar
- 2013 : Guillaume Bijl, Mat Collishaw, Glenda León
- 2012 : Guillaume Bardet, Olga Kisseleva, Emmanuel Régent, Marie Hendriks
- 2011 : Victoria Klotz, Ann Veronica Janssens, Betty Bui, Eric Rondepierre
- 2010 : Julien Prévieux, Pierre Malphettes, Delphine Balley, Yan Pei Ming
- 2009 : Jean-Louis Elzéard, Magali Lefebvre, Sarah Duby, Xavier Veilhan, Jean-François Gavoty, Loris Cecchini, Yvan Salomone, Delphine Gigoux-Martin, Gilles Grand, Benjamin Seror
- 2008 : Cécile Hesse, Gaël Romier, Sophie Lautru, John Armleder, Lilian Bourgeat, Christine Rebet
- 2007 : Eoin Mc Hugh, Le Gentil Garçon, Marie-José Burki, Etienne Bossut
- 2006 : Alina Abramov, Armand Jalut, Aurélie Pétrel, Bernhard Rüdiger, David Renaud, Philippe Durand
- 2005 : Delphine Balley, Clare Langan, Christine Laquet, Stéphanie Nava, Tadashi Kawamata, Françoise Quardon, Pierre David
- 2004 : Virginie Litzler, Alexandre Ovize, Nicolas Prache, Sarkis, Adam Adach, Stéphane Calais
- 2003 : Krijn de Kooning, Felice Varini, Jean-Luc Moulène, Damien Beguet
- 2002 : Danielle Jacqui, Daniel Buren, Ivan Fayard, Patrick Tosani
- 2001 : André Morin, Alberto Giacometti, Ange Leccia, Laetitia Benat, Nicolas Delprat